# Trabai Temiang
Der Trabai Temiang ist ein Schild aus Indonesien.

## Beschreibung
Der Tarbai Temiang  besteht in der Regel aus geflochtenem Bambus. Er ist länglich und hat einen Handgriff, der aus einem Stück Holz geschnitzt wird. Die oberen und unteren Enden sind triangular geformt. Die Außenseite ist konvex geformt. Der Trabai Temiang wird in der linken Hand getragen und in Abstand zum Körper gehalten. Dieser Schild dient nicht dazu, Speere abzufangen, sondern nur dazu, Speere mit einer Bewegung des Handgelenks abzulenken.
Er ist auf der Außenseite oft mit traditionellen Malereien verziert, die mit rotem Ocker gemalt werden. Es gibt eine Version des Trabai Temiang, die aus Holz hergestellt ist. Diese wird „Trabai Klit Klau“ genannt.